# Hermàgores Carió
Hermàgores Carió (llatí: Hermagoras Carion; grec antic: Ἑρμαγόρας) va ser un destacat retòric grec del temps d'August, conegut també com a Hermàgores el Jove.
Va ser deixeble de Teodor de Gàdara. Va ensenyar retòrica a Roma juntament amb Cecili Calactí. Suides el confon amb Hermàgores de Temnos. Pompeu al seu retorn d'Àsia va discutir amb un retòric de nom Hermàgores a l'illa de Rodes, i alguns historiadors pensen que probablement era aquest, però va poder ser Hermàgores de Temnos.